# Zabić wspomnienia
Zabić wspomnienia (ang. Reign Over Me) – amerykański dramat obyczajowy z 2007 roku.

## Główne role
- Adam Sandler – Charlie Fineman
- Don Cheadle – Alan Johnson
- Jada Pinkett Smith – Janeane Johnson
- Liv Tyler – Angela Oakhurst
- Saffron Burrows – Donna Remar
- Donald Sutherland – Sędzia Raines
- Robert Klein – Jonathan Timpleman
- Melinda Dillon – Ginger Timpleman
- Mike Binder – Bryan Sugarman
- Paula Newsome – Melanie
- John de Lancie – Nigel Pennington
- Paul Butler – George Johnson
- Camille LaChe Smith – Cherie Johnson
- Imani Hakim – Jocelyn Johnson
- Anthony Chisholm – William Johnson
- B.J. Novak – Pan Fallon

## Opis fabuły
Alan Johnson jest szanowanym dentystą. Ma piękną żonę i zdrową córkę, ale czuje, że jego życie jest monotonne. Pewnego razu na ulicy poznaje dawno niewidzianego kolegę z college'u Charliego Finemana. Kiedy w końcu go odnajduje odkrywa, że Charlie stracił żonę i córkę w zamachu na WTC, usunął wspomnienia z nimi, otrzymał milion dolarów rekompensaty od rządu i prowadzi życie nastolatka szperając w komisach płytowych i grając w gry. Alan postanawia mu pomóc i zapisuje go na wizytę u znajomej pani psycholog.